# Marie François Sadi Carnot

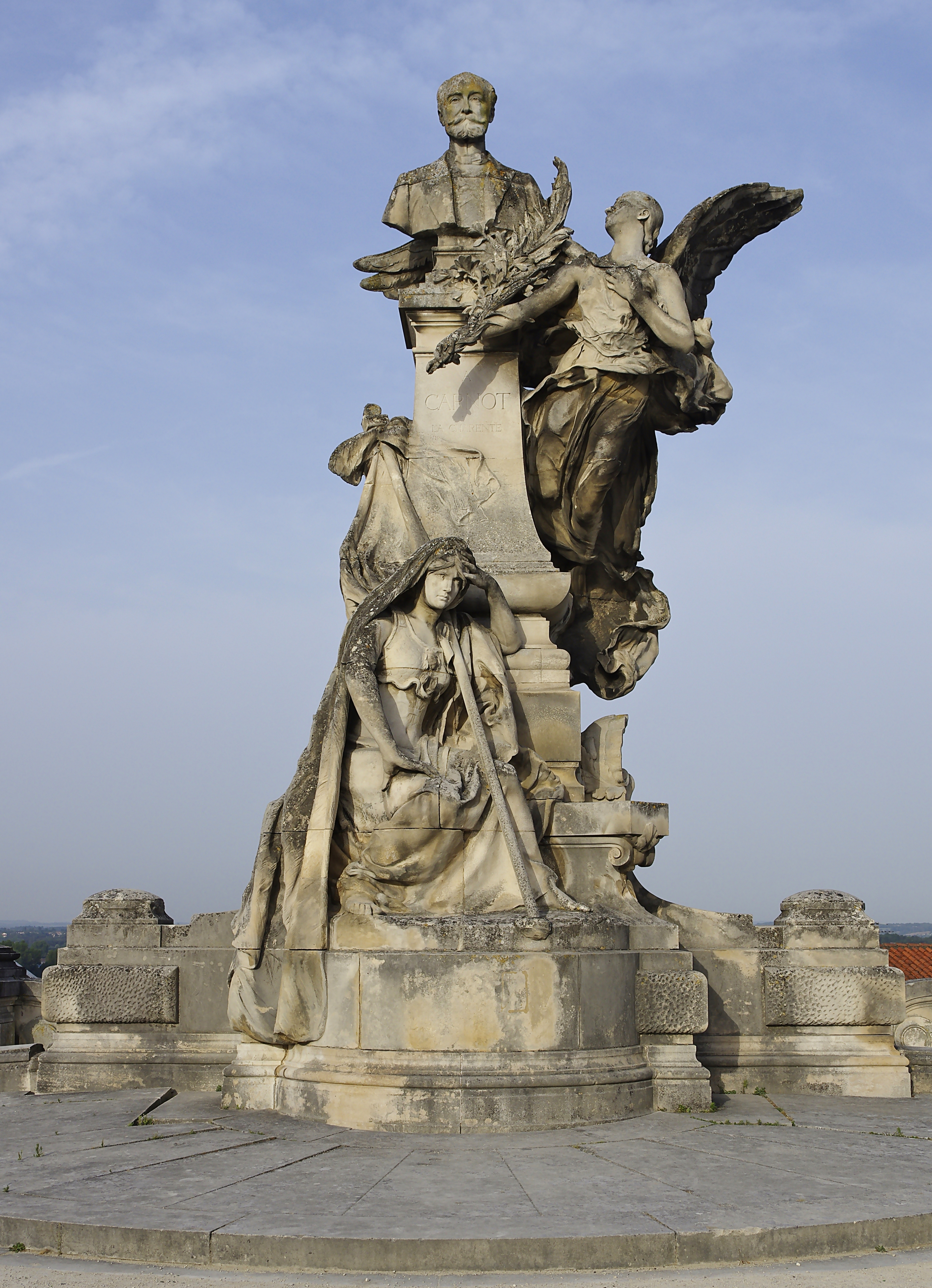
Sadi Carnotův pomník v Angoulême

Marie François Sadi Carnot, běžně jen Sadi Carnot (11. srpen 1837, Limoges – 25. červen 1894, Lyon), byl francouzský politik. Svou kariéru zakončil jako prezident Francouzské republiky. Byl zavražděn italským anarchistou Jeronimem Caseriou při výkonu funkce jen několik měsíců před vypršením mandátu.

## Život a politická kariéra
Jeho otcem byl radikální republikánský poslanec Hippolyte Carnot, odpůrce Napoleona III. Jeho strýc Nicolas Léonard Sadi Carnot byl fyzik, objevitel Carnotova cyklu. Mladý Sadi Carnot vystudoval pařížskou École polytechnique a pracoval jako projektant. Jeho jméno dosud nese Pont Carnot, most přes Rhônu v Savojsku. Podílel se také na regulaci řeky Thiou v Annecy. Za prusko-francouzské války organizoval obranu Normandie, po válce získal funkci prefekta v Seine-Inférieure a byl zvolen poslancem za umírněné republikány. Roku 1880 se stal ministrem veřejných prací a roku 1885 ministrem financí.
V roce 1887 byl prezident Jules Grévy donucen odstoupit, protože udělil Řád čestné legie svému zeti, aniž by si ho dotyčný něčím zasloužil. Poté parlament zvolil 3. prosince 1887 prezidentem Sadiho Carnota. Za jeho funkčního období proběhla úspěšná Světová výstava 1889, byla podepsána spojenecká smlouva s Ruskem, podařilo se potlačit hnutí generála Boulangera a Panamská aféra vedla k pádu Loubetovy vlády. Dobovým fenoménem byly bombové útoky anarchistů, které vedly v prosinci 1893 k přijetí Lois scélérates, zákonů omezujících některé občanské svobody.
Sadi Carnot vystoupil 24. června 1894 na shromáždění v lyonském Palais de la Bourse u příležitosti tamní koloniální výstavy, kde mimo jiné prohlásil, že po vypršení svého funkčního období nebude usilovat o znovuzvolení. Po deváté hodině večer při odchodu z budovy k prezidentovi přistoupil pekař italského původu Santo Geronimo Caserio a několikrát ho bodl nožem. Sadi Carnot v časných ranních hodinách následujícího dne svým zraněním podlehl. Caserio svůj čin vysvětlil jako pomstu za to, že prezident nařídil popravit anarchisty Augusta Vaillanta a Émila Henryho. Caserio byl odsouzen k trestu smrti gilotinou, reakcí na atentát byly četné násilné útoky na italské přistěhovalce na mnoha místech Francie. Sadi Carnot byl pohřben v pařížském Pantheonu, roku 1897 byl v Angoulême odhalen jeho pomník.